# Miguel Ángel López (atleta)
Miguel Ángel López Nicolás (Murcia, 3 luglio 1988) è un marciatore spagnolo.

## Biografia
Partecipò ai Giochi olimpici di Londra 2012 dove ottenne il quinto posto con il tempo di 1h19'49" nei 20 km marcia. Nel 2013 prese parte ai campionati del mondo di Mosca, dove conquistò la medaglia di bronzo sulla stessa distanza. L'anno successivo si aggiudicò la medaglia d'oro ai campionati europei di Zurigo con il tempo di 1h19'44", mentre nel 2015 si impose ai Mondiali di Pechino in 1h19'14".

## Progressione

### Marcia 10000 m
| Stagione | Tempo     | Luogo      | Data      | Rank. Mond. |
| -------- | --------- | ---------- | --------- | ----------- |
| 2019     | 39'35"03  | La Nucia   | 31-8-2019 |             |
| 2018     | 40'17"08  | Getafe     | 22-7-2018 |             |
| 2017     | 39'51"64  | Cartagena  | 6-5-2017  |             |
| 2016     | 38'06"28  | Gijón      | 24-7-2016 |             |
| 2015     | 38'53"42  | Cartagena  | 29-4-2015 |             |
| 2014     | 38'54"87  | Alcobendas | 27-7-2014 |             |
| 2013     | 39'07"58  | Alcobendas | 28-7-2013 |             |
| 2012     | 40'25"31  | Pamplona   | 26-8-2012 |             |
| 2011     | 40'21"6 m | Castellón  | 7-5-2011  |             |
| 2010     | 40'38"90  | Avilés     | 18-7-2010 |             |
| 2009     | 41'16"29  | Barcellona | 2-8-2009  |             |
| 2008     | 40'58"21  | Santa Cruz | 27-7-2008 |             |
| 2006     | 45'54"41  | Pechino    | 19-8-2006 |             |
| 2005     | 42'49"72  | Kaunas     | 23-7-2005 |             |

### Marcia 20 km
| Stagione | Tempo    | Luogo         | Data      | Rank. Mond. |
| -------- | -------- | ------------- | --------- | ----------- |
| 2019     | 1h21'00" | Alytus        | 19-5-2019 |             |
| 2018     | 1h20'54" | La Coruña     | 2-6-2018  |             |
| 2017     | 1h19'57" | Londra        | 13-8-2017 |             |
| 2016     | 1h20'34" | La Coruña     | 28-5-2016 |             |
| 2015     | 1h19'14" | Pechino       | 23-8-2015 |             |
| 2014     | 1h19'21" | Taicang       | 4-5-2014  | 6º          |
| 2013     | 1h21'21" | Mosca         | 11-8-2013 | 44º         |
| 2012     | 1h19"49" | Londra        | 4-8-2012  | 12º         |
| 2011     | 1h21'41" | Dublino       | 26-6-2011 | 36º         |
| 2010     | 1h23'08" | Santa Eulària | 7-3-2010  | 62º         |
| 2009     | 1h22'23" | Kaunas        | 18-7-2009 | 57º         |
| 2008     | 1h23'44" | Čeboksary     | 10-5-2008 | 102º        |
| 2006     | 1h33'32" | Saragozza     | 23-7-2006 |             |
| 2005     | 1h33'27" | Lloret de Mar | 10-4-2005 |             |

## Palmarès
| Anno | Manifestazione  | Sede           | Evento          | Risultato | Prestazione | Note                                     |
| ---- | --------------- | -------------- | --------------- | --------- | ----------- | ---------------------------------------- |
| 2005 | Mondiali U18    | Marrakech      | Marcia 10000 m  | 6º        | 44'16"70    |                                          |
| 2006 | Mondiali U20    | Pechino        | Marcia 10000 m  | 14º       | 45'54"41    |                                          |
| 2009 | Europei U23     | Kaunas         | Marcia 20 km    | Oro       | 1h22'23"    |                                          |
| 2010 | Europei         | Barcellona     | Marcia 20 km    | 13º       | 1h24'28"    |                                          |
| 2011 | Mondiali        | Taegu          | Marcia 20 km    | 12º       | 1h23'41"    |                                          |
| 2012 | Giochi olimpici | Londra         | Marcia 20 km    | 5º        | 1h19'49"    |                                          |
| 2013 | Mondiali        | Mosca          | Marcia 20 km    | Argento   | 1h21'21"    | Miglior prestazione personale stagionale |
| 2014 | Europei         | Zurigo         | Marcia 20 km    | Oro       | 1h19'44"    |                                          |
| 2015 | Mondiali        | Pechino        | Marcia 20 km    | Oro       | 1h19'14"    | Miglior prestazione personale            |
| 2016 | Giochi olimpici | Rio de Janeiro | Marcia 20 km    | 11º       | 1h20'58"    |                                          |
| 2016 | Giochi olimpici | Rio de Janeiro | Marcia 50 km    | dnf       | dnf         |                                          |
| 2017 | Mondiali        | Londra         | Marcia 20 km    | 10º       | 1h19'57"    | Miglior prestazione personale stagionale |
| 2018 | Europei         | Berlino        | Marcia 20 km    | 6º        | 1h21'27"    |                                          |
| 2019 | Mondiali        | Doha           | Marcia 20 km    | 26º       | 1h35'00"    |                                          |
| 2021 | Giochi olimpici | Tokyo          | Marcia 20 km    | 31º       | 1h27'12"    |                                          |
| 2022 | Mondiali        | Eugene         | Marcia 35 km    | 10º       | 2h25'58"    |                                          |
| 2022 | Europei         | Monaco         | Marcia 35 km    | Oro       | 2h26'49"    |                                          |
| 2023 | Mondiali        | Budapest       | Marcia 35 km    | 12º       | 2h29'32"    |                                          |
| 2024 | Giochi olimpici | Parigi         | Staffetta mista | 9ª        | 2h56'10"    |                                          |

## Campionati nazionali
2010
- Oro ai campionati spagnoli assoluti (Santa Eulària des Riu), marcia 20 km - 1h23'08"
- Oro ai campionati spagnoli assoluti (Avilés), marcia 10000 m - 40'38"90

2011
- Oro ai campionati spagnoli assoluti (Malaga), marcia 10000 m - 41'52"42

2012
- Oro ai campionati spagnoli assoluti (Pamplona), marcia 10000 m - 40'25"31

2013
- Oro ai campionati spagnoli assoluti (Alcobendas), marcia 10000 m - 39'07"58

2014
- Oro ai campionati spagnoli assoluti (Alcobendas), marcia 10000 m - 38'54"87

2015
- Oro ai campionati spagnoli assoluti (Castellón), marcia 10000 m - 39'15"61

2016
- Oro ai campionati spagnoli assoluti (Gijón), marcia 10000 m - 38'06"28

2019
- Oro ai campionati spagnoli assoluti (Oropesa del Mar), marcia 20 km - 1h21'21"

## Altre competizioni internazionali
2006
- Argento in Coppa del mondo di marcia ( La Coruña), marcia 10 km - 41'41"

2008
- 35º in Coppa del mondo di marcia ( Čeboksary), marcia 20 km - 1h23'44"

2010
- 12º in Coppa del mondo di marcia ( Chihuahua), marcia 20 km - 1h24'32"

2012
- 42º in Coppa del mondo di marcia ( Saransk), marcia 20 km - 1h25'31"

2014
- 5º in Coppa del mondo di marcia ( Taicang), marcia 20 km - 1h19'21"